# Cheiloneurus nigricornis
Cheiloneurus nigricornis is een vliesvleugelig insect uit de familie Encyrtidae. De wetenschappelijke naam is voor het eerst geldig gepubliceerd in 1975 door Hayat, Alam & Agarwal.